# Джонс, Джеймс (футболист)
Джеймс Генри Джонс (англ. James Henry Jones) — английский футболист, чемпион летних Олимпийских игр 1900.
На Играх 1900 в Париже Джонс входил в состав британской футбольной команды. Его сборная выиграла в единственном матче у Франции со счётом 4:0 и заняла первое место, выиграв золотые медали.